# Wilhelm Martin
Wilhelm Martin (20 de junio de 1876 - 10 de marzo de 1954), fue un historiador del arte germano-neerlandés. Nacido en Quakenbrück, Alemania, al tiempo del nombramiento de su padre, geólogo, como profesor de la Universidad de Leiden, un año después de su nacimiento, su familia emigró a los Países Bajos, naciendo sus dos hermanos Herman y Hans ya en territorio neerlandés. Estudió con distinción Artes en la Universidad de Leiden entre 1894 y 1899, convirtiéndose en doctor en Filosofía en 1901 con un pionero estudio sobre la obra pictórica de Gerrit Dou. Pronto se especializó en la pintura holandesa del siglo XVII, logrando importantes puestos académicos (director del Mauritshuis de El Haya, profesor en Leiden). Importantes fueron sus aportaciones sobre Jan Steen, y se considera su obra fundamental De Hollandsche schilderkunst in de zeventiende eeuw (La pintura holandesa en el siglo XVII) publicado en dos volúmenes entre 1935 y 1936.